# Temporada 2001 del Campeonato Mundial de Superbikes
La Temporada 2001 del Campeonato Mundial de Superbikes fue la decimocuarta temporada del Campeonato Mundial de Superbikes FIM. La temporada comenzó el 11 de marzo en Valencia y terminó el 30 de septiembre en Imola después de 13 rondas.
Troy Bayliss ganó el campeonato de pilotos y Ducati ganó el campeonato de constructores.

## Pilotos y equipos
| Parrilla 2001              | Parrilla 2001 | Parrilla 2001       | Parrilla 2001 | Parrilla 2001        | Parrilla 2001    |
| Equipo                     | Constructor   | Moto                | No            | Piloto               | Rondas           |
| -------------------------- | ------------- | ------------------- | ------------- | -------------------- | ---------------- |
| Castrol Honda              | Honda         | Honda VTR 1000 SP   | 1             | Colin Edwards        | 1-13             |
| Castrol Honda              | Honda         | Honda VTR 1000 SP   | 8             | Tadayuki Okada       | 1-13             |
| Virgilio Aprilia Axo       | Aprilia       | Aprilia RSV 1000    | 3             | Troy Corser          | 1-13             |
| Virgilio Aprilia Axo       | Aprilia       | Aprilia RSV 1000    | 30            | Alessandro Antonello | 5, 8, 13         |
| Virgilio Aprilia Axo       | Aprilia       | Aprilia RSV 1000    | 55            | Régis Laconi         | 1-13             |
| Suzuki Alstare Corona      | Suzuki        | Suzuki GSX-R750     | 4             | Pierfrancesco Chili  | 1-13             |
| Suzuki Alstare Corona      | Suzuki        | Suzuki GSX-R750     | 24            | Stéphane Chambon     | 1-13             |
| Fuchs Kawasaki             | Kawasaki      | Kawasaki ZX-7RR     | 5             | Akira Yanagawa       | 1-13             |
| Fuchs Kawasaki             | Kawasaki      | Kawasaki ZX-7RR     | 6             | Gregorio Lavilla     | 1-13             |
| Fuchs Kawasaki             | Kawasaki      | Kawasaki ZX-7RR     | 19            | Hitoyasu Izutsu      | 1, 3-4, 7, 12    |
| Panavto Yamaha             | Yamaha        | Yamaha R7           | 7             | Juan Bautista Borja  | 1-8, 10-13       |
| Kawasaki Motors C.         | Kawasaki      | Kawasaki ZX-7RR     | 10            | Doug Chandler        | 9                |
| Kawasaki Motors C.         | Kawasaki      | Kawasaki ZX-7RR     | 32            | Eric Bostrom         | 9                |
| Ducati Infostrada          | Ducati        | Ducati 996 R        | 11            | Rubén Xaus           | 1-13             |
| Ducati Infostrada          | Ducati        | Ducati 996 R        | 21            | Troy Bayliss         | 1-13             |
| Benelli Sport              | Benelli       | Benelli Tornado 900 | 14            | Peter Goddard        | 8-13             |
| Pedercini                  | Ducati        | Ducati 996 RS       | 20            | Marco Borciani       | 1-13             |
| Pedercini                  | Ducati        | Ducati 996 RS       | 22            | Lucio Pedercini      | 1-13             |
| Pedercini                  | Ducati        | Ducati 996 RS       | 46            | Mauro Sanchini       | 1-13             |
| JM SBK                     | Ducati        | Ducati 996 RS       | 23            | Jiří Mrkývka         | 1-9, 11-13       |
| Ghelfi Art                 | Honda         | Honda VTR 1000 RC   | 25            | Javier Rodríguez     | 1-2, 8-10, 12-13 |
| Ghelfi Art                 | Honda         | Honda VTR 1000 RC   | 26            | Warwick Nowland      | 3                |
| Ghelfi Art                 | Honda         | Honda VTR 1000 RC   | 29            | Arai Shuja           | 5                |
| Ghelfi Art                 | Honda         | Honda VTR 1000 RC   | 92            | Nigel Arnold         | 6                |
| White Endurance            | Honda         | Honda SP            | 27            | Bertrand Stey        | 1-13             |
| Kawasaki Bertocchi         | Kawasaki      | Kawasaki ZX-7RR     | 31            | Michele Malatesta    | 1-9, 11          |
| Kawasaki Bertocchi         | Kawasaki      | Kawasaki ZX-7RR     | 33            | Robert Ulm           | 12-13            |
| Kawasaki Bertocchi         | Kawasaki      | Kawasaki ZX-7RR     | 41            | Ludovic Holon        | 1-8              |
| Kawasaki Bertocchi         | Kawasaki      | Kawasaki ZX-7RR     | 69            | Ferdinando Di Maso   | 9-13             |
| Kawasaki Bertocchi         | Kawasaki      | Kawasaki ZX-7RR     | 82            | Luca Pedersoli       | 13               |
| Kawasaki Bertocchi         | Kawasaki      | Kawasaki ZX-7RR     | 96            | Kim Ashkenazi        | 10               |
| Gerin WSBK                 | Ducati        | Ducati 996 RS       | 33            | Robert Ulm           | 1-11             |
| Albatech Giesse            | Ducati        | Ducati 996 RS       | 34            | Giuliano Sartoni     | 1, 8             |
| Ducati NCR                 | Ducati        | Ducati 996 RS       | 35            | Giovanni Bussei      | 1-13             |
| Ducati NCR                 | Ducati        | Ducati 996 RS       | 36            | Broc Parkes          | 1-13             |
| FP Racing                  | Ducati        | Ducati 996 RS       | 37            | Frédéric Protat      | 1, 7             |
| FP Racing                  | Ducati        | Ducati 996 RS       | 39            | Thierry Mulot        | 1, 7             |
| Remus R.Austria            | Kawasaki      | Kawasaki ZX-7RR     | 38            | Johann Wolfsteiner   | 1, 7             |
| Valli Moto 391             | Yamaha        | Yamaha R7           | 39            | Alessandro Gramigni  | 5, 8, 13         |
|                            | Kawasaki      | Kawasaki ZX-7RR     | 40            | Scott Webster        | 3                |
| Light Paths Warren & Brown | Suzuki        | Suzuki GSX-R750     | 42            | Jay Normoyle         | 3                |
| Sean McKay Racing          | Kawasaki      | Kawasaki ZX-7RR     | 43            | Sean McKay           | 3                |
| Wallis Racing              | Ducati        | Ducati 996 R        | 44            | Roger Wallis         | 3                |
| SRT Almax                  | Kawasaki      | Kawasaki ZX-7RR     | 45            | Alistair Maxwell     | 3-4              |
| Suzuki                     | Suzuki        | Suzuki GSX-R750     | 48            | Akira Ryō            | 4                |
| Suzuki                     | Suzuki        | Suzuki GSX-R750     | 56            | Yukio Kagayama       | 4                |
| Cabin Honda                | Honda         | Honda VTR 1000 SP   | 49            | Makoto Tamada        | 4                |
| Cabin Honda                | Honda         | Honda VTR 1000 SP   | 50            | Shinichi Ito         | 4                |
| Pacific                    | Ducati        | Ducati 996 RS       | 51            | Martin Craggill      | 1-13             |
| GSE Racing                 | Ducati        | Ducati 996 RS       | 52            | James Toseland       | 1-13             |
| GSE Racing                 | Ducati        | Ducati 996 RS       | 100           | Neil Hodgson         | 1-13             |
| Yamaha Racing              | Yamaha        | Yamaha R7           | 53            | Wataru Yoshikawa     | 4                |
| Kawasaki Racing            | Kawasaki      | Kawasaki ZX-7RR     | 54            | Tamaki Serizawa      | 4                |
| World Bike Racing          | Ducati        | Ducati 996 R        | 57            | Serafino Foti        | 5, 13            |
| GiBi                       | Ducati        | Ducati 996 R        | 58            | Luca Pasini          | 5, 8, 13         |
|                            | Suzuki        | Suzuki GSX-R750     | 59            | Ove Meisingseth      | 5                |
| Reve Red Bull Ducati       | Ducati        | Ducati 996 R        | 60            | John Reynolds        | 6, 10            |
| Reve Red Bull Ducati       | Ducati        | Ducati 996 R        | 62            | Sean Emmett          | 10               |
| Monster Mob Ducati         | Ducati        | Ducati 996 R        | 61            | Steve Hislop         | 6, 10            |
| ALG Racing                 | Suzuki        | Suzuki GSX-R750     | 67            | Peter Preussler      | 7                |
| JTR Corse Racing           | Ducati        | Ducati 996 R        | 68            | Jiří Trčka           | 8                |
| Virgin Mobil Aiwa Yamaha   | Yamaha        | Yamaha R7           | 70            | James Haydon         | 10               |
| DB Racing                  | Honda         | Honda VTR 1000 RC   | 74            | Dean Ellison         | 10               |
| Inothem Racing             | Yamaha        | Yamaha R7           | 75            | Berto Camlek         | 11               |
| Yamaha Norway              | Yamaha        | Yamaha R7           | 76            | Oddgeir Havnen       | 11               |
| Stichting Wegrace P.       | Suzuki        | Suzuki GSX-R750     | 77            | Robert van de Molen  | 12               |
| Gilex Racing Amsterdam     | Ducati        | Ducati 996 R        | 78            | Lex van Dijk         | 12               |
| Polskamp bv-Ermelo         | Suzuki        | Suzuki GSX-R750     | 79            | Henri Minnen         | 12               |
| Symittech-Hengelo          | Suzuki        | Suzuki GSX-R750     | 80            | Richard Fluttert     | 12               |
| DCR                        | Ducati        | Ducati 996 R        | 86            | Matteo Campana       | 7-8              |
| DCR                        | Ducati        | Ducati 996 R        | 113           | Paolo Blora          | 5, 8, 13         |
| DFX Racing                 | Ducati        | Ducati 996 RS       | 99            | Steve Martin         | 1-13             |
| Ducati L&M                 | Ducati        | Ducati 996 R        | 155           | Ben Bostrom          | 1-13             |

| Leyenda          | Leyenda |
| ---------------- | ------- |
| Piloto regular   |         |
| Piloto invitado  |         |
| Piloto sustituto |         |

## Calendario y resultados
| Ronda | Ronda | Circuito       | Fecha        | Superpole     | Vuelta Rápida                | Piloto Ganador               | Equipo Ganador               |
| ----- | ----- | -------------- | ------------ | ------------- | ---------------------------- | ---------------------------- | ---------------------------- |
| 1     | R1    | Valencia       | 11 March     | Troy Corser   | Troy Corser                  | Troy Corser                  | Aprilia Axo                  |
| 1     | R2    | Valencia       | 11 March     | Troy Corser   | Troy Corser                  | Troy Corser                  | Aprilia Axo                  |
| 2     | R1    | Kyalami        | 1 April      | Ben Bostrom   | Colin Edwards                | Colin Edwards                | Castrol Honda                |
| 2     | R2    | Kyalami        | 1 April      | Ben Bostrom   | Ben Bostrom                  | Ben Bostrom                  | Ducati L&M                   |
| 3     | R1    | Phillip Island | 22 April     | Troy Corser   | Rubén Xaus                   | Colin Edwards                | Castrol Honda                |
| 3     | R2    | Phillip Island | 22 April     | Troy Corser   | Cancelado debido a la lluvia | Cancelado debido a la lluvia | Cancelado debido a la lluvia |
| 4     | R1    | Sugo           | 29 April     | Makoto Tamada | Makoto Tamada                | Makoto Tamada                | Cabin Honda                  |
| 4     | R2    | Sugo           | 29 April     | Makoto Tamada | Makoto Tamada                | Makoto Tamada                | Cabin Honda                  |
| 5     | R1    | Monza          | 13 May       | Troy Bayliss  | Colin Edwards                | Troy Bayliss                 | Ducati Infostrada            |
| 5     | R2    | Monza          | 13 May       | Troy Bayliss  | Troy Bayliss                 | Troy Bayliss                 | Ducati Infostrada            |
| 6     | R1    | Donington Park | 27 May       | Steve Hislop  | Steve Hislop                 | Neil Hodgson                 | GSE Ducati                   |
| 6     | R2    | Donington Park | 27 May       | Steve Hislop  | Pierfrancesco Chili          | Pierfrancesco Chili          | Suzuki Alstare Corona        |
| 7     | R1    | Lausitzring    | 10 June      | Neil Hodgson  | Troy Bayliss                 | Colin Edwards                | Castrol Honda                |
| 7     | R2    | Lausitzring    | 10 June      | Neil Hodgson  | Mauro Sanchini               | Troy Bayliss                 | Ducati Infostrada            |
| 8     | R1    | Misano         | 24 June      | Neil Hodgson  | Troy Bayliss                 | Troy Bayliss                 | Ducati Infostrada            |
| 8     | R2    | Misano         | 24 June      | Neil Hodgson  | Neil Hodgson                 | Ben Bostrom                  | Ducati L&M                   |
| 9     | R1    | Laguna Seca    | 8 July       | Ben Bostrom   | Troy Corser                  | Ben Bostrom                  | Ducati L&M                   |
| 9     | R2    | Laguna Seca    | 8 July       | Ben Bostrom   | Ben Bostrom                  | Ben Bostrom                  | Ducati L&M                   |
| 10    | R1    | Brands Hatch   | 29 July      | Neil Hodgson  | Pierfrancesco Chili          | Ben Bostrom                  | Ducati L&M                   |
| 10    | R2    | Brands Hatch   | 29 July      | Neil Hodgson  | Ben Bostrom                  | Ben Bostrom                  | Ducati L&M                   |
| 11    | R1    | Oschersleben   | 2 September  | Neil Hodgson  | Colin Edwards                | Colin Edwards                | Castrol Honda                |
| 11    | R2    | Oschersleben   | 2 September  | Neil Hodgson  | Rubén Xaus                   | Rubén Xaus                   | Ducati Infostrada            |
| 12    | R1    | Assen          | 9 September  | Troy Bayliss  | Rubén Xaus                   | Troy Bayliss                 | Ducati Infostrada            |
| 12    | R2    | Assen          | 9 September  | Troy Bayliss  | Rubén Xaus                   | Troy Bayliss                 | Ducati Infostrada            |
| 13    | R1    | Imola          | 30 September | Troy Corser   | Colin Edwards                | Rubén Xaus                   | Ducati Infostrada            |
| 13    | R2    | Imola          | 30 September | Troy Corser   | Troy Corser                  | Régis Laconi                 | Virgilio Aprilia Axo         |

## Estadísticas

### Clasificación de Pilotos
| 1    | Bayliss             | Ducati   | 2   | 2   | 2   | 2   | 3   | C   | 13  | 15  | 1   | 1   | 13  | 9   | 2   | 1   | 1   | 2   | 4   | 4   | 5   | 3   | Ret | 3   | 1   | 1   | Ret | DNS | 369 |
| 2    | Edwards             | Honda    | 6   | 4   | 1   | Ret | 1   | C   | 12  | 13  | 2   | 2   | 5   | 6   | 1   | 3   | 3   | 11  | 6   | 6   | 3   | 5   | 1   | 2   | 3   | 10  | 3   | Ret | 333 |
| 3    | B. Bostrom          | Ducati   | 3   | Ret | 4   | 1   | Ret | C   | 9   | 4   | Ret | DNS | 6   | 4   | 11  | 20  | 2   | 1   | 1   | 1   | 1   | 1   | 3   | 4   | 11  | 11  | 4   | 4   | 312 |
| 4    | Corser              | Aprilia  | 1   | 1   | 3   | 3   | 6   | C   | 2   | 6   | Ret | Ret | 11  | 3   | 5   | 7   | 7   | 9   | 3   | 2   | 8   | 13  | 9   | 11  | 6   | 3   | 2   | Ret | 284 |
| 5    | Hodgson             | Ducati   | Ret | 5   | Ret | 4   | 11  | C   | 7   | 5   | Ret | 7   | 1   | 2   | 8   | 2   | 6   | 16  | 2   | 3   | 2   | 2   | 7   | 10  | 5   | 5   | 10  | 7   | 269 |
| 6    | Xaus                | Ducati   | Ret | 8   | 9   | 5   | Ret | C   | 18  | 22  | Ret | 6   | 7   | 10  | 19  | 6   | 10  | 6   | 7   | 10  | 6   | 12  | 2   | 1   | 2   | 2   | 1   | 2   | 236 |
| 7    | Chili               | Suzuki   | 7   | 7   | 6   | 8   | 7   | C   | 8   | 8   | 14  | 5   | 2   | 1   | 4   | 5   | 12  | 10  | Ret | Ret | 4   | 4   | 6   | 6   | 4   | 4   | Ret | 9   | 232 |
| 8    | Okada               | Honda    | Ret | Ret | Ret | Ret | 2   | C   | 20  | 12  | Ret | 4   | 4   | 7   | 3   | 9   | 9   | 5   | 8   | 11  | 12  | 15  | 5   | 8   | 7   | 13  | 5   | 3   | 176 |
| 9    | Yanagawa            | Kawasaki | 8   | 6   | 5   | Ret | 4   | C   | Ret | 11  | 3   | 3   | 14  | 8   | 12  | 10  | 5   | Ret | Ret | 8   | 10  | 8   | 4   | 9   | 8   | 6   | DNS | DNS | 170 |
| 10   | Lavilla             | Kawasaki | 5   | 3   | 7   | 7   | Ret | C   | 6   | 19  | 4   | Ret | 10  | 13  | 6   | 16  | 4   | 3   | 12  | Ret | Ret | 14  | 11  | 7   | 12  | 9   | 7   | 6   | 166 |
| 11   | Laconi              | Aprilia  | 4   | Ret | 8   | 6   | Ret | C   | 14  | 14  | 5   | 8   | 12  | 11  | 7   | 13  | Ret | Ret | 11  | 9   | Ret | 11  | 8   | 5   | 9   | 7   | Ret | 1   | 152 |
| 12   | Chambon             | Suzuki   | 10  | 10  | 10  | 10  | 8   | C   | 15  | 18  | 6   | 9   | 9   | 12  | 10  | 8   | 14  | 13  | Ret | 12  | 7   | 9   | 12  | 13  | 13  | 12  | 8   | Ret | 122 |
| 13   | Toseland            | Ducati   | Ret | 9   | 14  | Ret | 14  | C   | 11  | 16  | Ret | Ret | 8   | Ret | Ret | 17  | 11  | 8   | 10  | 7   | 11  | 6   | 10  | 12  | 10  | 8   | Ret | DNS | 91  |
| 14   | Izutsu              | Kawasaki | 9   | Ret |     |     | Ret | C   | 3   | 2   |     |     |     |     | 9   | 4   |     |     |     |     |     |     |     |     | 24  | 16  |     |     | 63  |
| 15   | Tamada              | Honda    |     |     |     |     |     |     | 1   | 1   |     |     |     |     |     |     |     |     |     |     |     |     |     |     |     |     |     |     | 50  |
| 16   | Parkes              | Ducati   | Ret | 13  | 12  | 11  | 5   | C   | 16  | 17  | DNS | DNS | 20  | 14  | 14  | Ret | Ret | 7   | 13  | 14  | Ret | DNS | Ret | 18  | 22  | Ret | Ret | 8   | 49  |
| 17   | Martin              | Ducati   | 11  | Ret | 19  | 17  | 12  | C   | 19  | 20  | Ret | 14  | 17  | 18  | 15  | 14  | 13  | Ret | 14  | 13  | 14  | 18  | Ret | 14  | 20  | 20  | 6   | 5   | 47  |
| 18   | Bussei              | Ducati   | Ret | Ret | 11  | 9   | Ret | C   | Ret | 21  | 8   | 11  | Ret | 15  | Ret | Ret | Ret | 14  | 15  | Ret | 17  | Ret | 14  | Ret | 16  | 14  | 11  | 10  | 44  |
| 19   | Pedercini           | Ducati   | 12  | 15  | 16  | 14  | Ret | C   | 21  | Ret | 7   | 13  | 18  | Ret | Ret | Ret | Ret | Ret | 16  | Ret | Ret | Ret | Ret | 16  | 15  | 15  | 9   | 12  | 32  |
| 20   | Ulm                 | Ducati   | DSQ | 12  | 13  | 12  | 9   | C   | 17  | Ret | Ret | 12  | Ret | 19  | Ret | 11  | Ret | Ret | 17  | 16  | Ret | 19  | Ret | 15  |     |     |     |     | 28  |
| 20   | Ulm                 | Kawasaki |     |     |     |     |     |     |     |     |     |     |     |     |     |     |     |     |     |     |     |     |     |     | NC  | 21  | Ret | 18  | 28  |
| 21   | E. Bostrom          | Kawasaki |     |     |     |     |     |     |     |     |     |     |     |     |     |     |     |     | 5   | 5   |     |     |     |     |     |     |     |     | 22  |
| 22   | Antonello           | Aprilia  |     |     |     |     |     |     |     |     | Ret | Ret |     |     |     |     | 8   | 4   |     |     |     |     |     |     |     |     | Ret | Ret | 21  |
| 23   | Gramigni            | Yamaha   |     |     |     |     |     |     |     |     | 12  | 10  |     |     |     |     | 15  | 12  |     |     |     |     |     |     |     |     | 15  | 11  | 21  |
| 24   | Ito                 | Honda    |     |     |     |     |     |     | 4   | 9   |     |     |     |     |     |     |     |     |     |     |     |     |     |     |     |     |     |     | 20  |
| 25   | Reynolds            | Ducati   |     |     |     |     |     |     |     |     |     |     | Ret | 5   |     |     |     |     |     |     | Ret | 7   |     |     |     |     |     |     | 20  |
| 26   | Ryo                 | Suzuki   |     |     |     |     |     |     | 5   | 7   |     |     |     |     |     |     |     |     |     |     |     |     |     |     |     |     |     |     | 20  |
| 27   | Borciani            | Ducati   | 13  | 11  | 15  | Ret | Ret | C   | 22  | 23  | 10  | Ret | Ret | Ret | 20  | Ret | 17  | Ret | 20  | 17  | 15  | 17  | Ret | Ret | 21  | 18  | Ret | 15  | 17  |
| 28   | Hislop              | Ducati   |     |     |     |     |     |     |     |     |     |     | 3   | Ret |     |     |     |     |     |     | Ret | Ret |     |     |     |     |     |     | 16  |
| 29   | Serizawa            | Kawasaki |     |     |     |     |     |     | Ret | 3   |     |     |     |     |     |     |     |     |     |     |     |     |     |     |     |     |     |     | 16  |
| 30   | Sanchini            | Ducati   | Ret | 17  | 20  | 16  | Ret | C   | 27  | 26  | 9   | 15  | 19  | Ret | 17  | 12  | Ret | 15  | 19  | 18  | 16  | Ret | 17  | 19  | 19  | 17  | 13  | 16  | 16  |
| 31   | Craggill            | Ducati   | 18  | 22  | 21  | Ret | 10  | C   | 26  | 28  | Ret | Ret | 15  | 16  | 13  | Ret | 19  | Ret | Ret | 19  | 19  | Ret | Ret | Ret | 18  | Ret | 12  | 14  | 16  |
| 32   | Emmett              | Ducati   |     |     |     |     |     |     |     |     |     |     |     |     |     |     |     |     |     |     | 9   | 10  |     |     |     |     |     |     | 13  |
| 33   | Juan Bautista Borja | Yamaha   | 14  | 14  | Ret | DNS | Ret | C   | 24  | 25  | 13  | 16  | 16  | 17  | Ret | 18  | 21  | 19  |     |     | 20  | Ret | 13  | Ret | 14  | Ret | Ret | Ret | 12  |
| 34   | Stey                | Honda    | Ret | 19  | 17  | 15  | Ret | C   | 23  | 24  | 11  | Ret | Ret | 21  | 16  | 15  | 16  | 18  | 21  | 20  | 18  | 20  | 15  | 20  | Ret | 22  | 16  | 17  | 8   |
| 35   | Chandler            | Kawasaki |     |     |     |     |     |     |     |     |     |     |     |     |     |     |     |     | 9   | Ret |     |     |     |     |     |     |     |     | 7   |
| 36   | Goddard             | Benelli  |     |     |     |     |     |     |     |     |     |     |     |     |     |     | Ret | Ret | 18  | 15  | 13  | 16  | 16  | 17  | 17  | 19  | Ret | 13  | 7   |
| 37   | Kagayama            | Suzuki   |     |     |     |     |     |     | Ret | 10  |     |     |     |     |     |     |     |     |     |     |     |     |     |     |     |     |     |     | 6   |
| 38   | Yoshikawa           | Yamaha   |     |     |     |     |     |     | 10  | Ret |     |     |     |     |     |     |     |     |     |     |     |     |     |     |     |     |     |     | 6   |
| 39   | Maxwell             | Kawasaki |     |     |     |     | 13  | C   |     |     |     |     |     |     |     |     |     |     |     |     |     |     |     |     |     |     |     |     | 3   |
| 40   | Malatesta           | Kawasaki | Ret | Ret | 18  | 13  | Ret | C   | 25  | Ret | Ret | Ret | Ret | 20  | 18  | 21  | 18  | Ret | DNS | DNS |     |     | Ret | Ret |     |     |     |     | 3   |
| 41   | Blora               | Ducati   |     |     |     |     |     |     |     |     | Ret | Ret |     |     |     |     | Ret | 17  |     |     |     |     |     |     |     |     | 14  | Ret | 2   |
| 42   | Holon               | Kawasaki | Ret | Ret | 22  | Ret | DNS | C   | NC  | 27  | 15  | 17  | 21  | 22  | 22  | 22  | Ret | DNS |     |     |     |     |     |     |     |     |     |     | 1   |
| 43   | Mrkývka             | Ducati   | 17  | 20  | 24  | Ret | 15  | C   |     |     | Ret | Ret | Ret | Ret | Ret | Ret | Ret | 20  | Ret | 21  |     |     | Ret | Ret | DNQ | DNQ | Ret | Ret | 1   |
| 44   | Rodríguez           | Honda    | 15  | 16  | 23  | Ret |     |     |     |     |     |     |     |     |     |     | 22  | Ret | Ret | 22  | Ret | Ret |     |     | DNQ | DNQ | DNQ | DNQ | 1   |
| Pos. | Piloto              | Moto     | ESP | ESP | RSA | RSA | AUS | AUS | JPN | JPN | ITA | ITA | GBR | GBR | GER | GER | SMR | SMR | USA | USA | EUR | EUR | GER | GER | NED | NED | ITA | ITA | Pts |

| Color     | Resultado                                                               |
| --------- | ----------------------------------------------------------------------- |
| Oro       | Ganador                                                                 |
| Plata     | 2.ª plaza                                                               |
| Bronce    | 3.ª plaza                                                               |
| Verde     | Finalizó en los puntos                                                  |
| Azul      | Finalizó sin puntos                                                     |
| Azul      | NC - No clasificado                                                     |
| Violeta   | Ret - No terminó (Carrera)                                              |
| Rojo      | DNQ - No se clasificó                                                   |
| Negro     | DSQ - Descalificado                                                     |
| Blanco    | DNS - No empezó (carrera)                                               |
| Blanco    | WD - Retirado (fin de semana)                                           |
| Blanco    | C - Carrera cancelada                                                   |
| Sin color | DNP - Inscrito pero no participó                                        |
| Sin color | INJ - Lesionado                                                         |
| Sin color | EX - Excluido                                                           |
| Estado    | Resultado                                                               |
| Negrita   | Pole position                                                           |
| Cursiva   | Vuelta rápida                                                           |
| †         | Abandona, pero clasifica al completar el porcentaje requerido para ello |

### Clasificación de constructores
| Campeonato de Constructores 2001 | Campeonato de Constructores 2001 | Campeonato de Constructores 2001 | Campeonato de Constructores 2001 | Campeonato de Constructores 2001 | Campeonato de Constructores 2001 | Campeonato de Constructores 2001 | Campeonato de Constructores 2001 | Campeonato de Constructores 2001 | Campeonato de Constructores 2001 | Campeonato de Constructores 2001 | Campeonato de Constructores 2001 | Campeonato de Constructores 2001 | Campeonato de Constructores 2001 | Campeonato de Constructores 2001 | Campeonato de Constructores 2001 | Campeonato de Constructores 2001 | Campeonato de Constructores 2001 | Campeonato de Constructores 2001 | Campeonato de Constructores 2001 | Campeonato de Constructores 2001 | Campeonato de Constructores 2001 | Campeonato de Constructores 2001 | Campeonato de Constructores 2001 | Campeonato de Constructores 2001 | Campeonato de Constructores 2001 | Campeonato de Constructores 2001 | Campeonato de Constructores 2001 | Campeonato de Constructores 2001 |
| Pos.                             | Constructor                      | ESP                              | ESP                              | RSA                              | RSA                              | AUS                              | AUS                              | JPN                              | JPN                              | ITA                              | ITA                              | GBR                              | GBR                              | GER                              | GER                              | SMR                              | SMR                              | USA                              | USA                              | EUR                              | EUR                              | GER                              | GER                              | NED                              | NED                              | ITA                              | ITA                              | Pts                              |
| Pos.                             | Constructor                      | R1                               | R2                               | R1                               | R2                               | R1                               | R2                               | R1                               | R2                               | R1                               | R2                               | R1                               | R2                               | R1                               | R2                               | R1                               | R2                               | R1                               | R2                               | R1                               | R2                               | R1                               | R2                               | R1                               | R2                               | R1                               | R2                               | Pts                              |
| -------------------------------- | -------------------------------- | -------------------------------- | -------------------------------- | -------------------------------- | -------------------------------- | -------------------------------- | -------------------------------- | -------------------------------- | -------------------------------- | -------------------------------- | -------------------------------- | -------------------------------- | -------------------------------- | -------------------------------- | -------------------------------- | -------------------------------- | -------------------------------- | -------------------------------- | -------------------------------- | -------------------------------- | -------------------------------- | -------------------------------- | -------------------------------- | -------------------------------- | -------------------------------- | -------------------------------- | -------------------------------- | -------------------------------- |
| 1                                | Ducati                           | 2                                | 2                                | 2                                | 1                                | 3                                | C                                | 7                                | 4                                | 1                                | 1                                | 1                                | 2                                | 2                                | 1                                | 1                                | 1                                | 1                                | 1                                | 1                                | 1                                | 2                                | 1                                | 1                                | 1                                | 1                                | 2                                | 553                              |
| 2                                | Honda                            | 6                                | 4                                | 1                                | 15                               | 1                                | C                                | 1                                | 1                                | 2                                | 2                                | 4                                | 6                                | 1                                | 3                                | 3                                | 5                                | 6                                | 6                                | 3                                | 5                                | 1                                | 2                                | 3                                | 10                               | 3                                | 3                                | 401                              |
| 3                                | Aprilia                          | 1                                | 1                                | 3                                | 3                                | 6                                | C                                | 2                                | 6                                | 5                                | 8                                | 11                               | 3                                | 5                                | 7                                | 7                                | 4                                | 3                                | 2                                | 8                                | 11                               | 8                                | 5                                | 6                                | 3                                | 2                                | 1                                | 343                              |
| 4                                | Kawasaki                         | 5                                | 3                                | 5                                | 7                                | 4                                | C                                | 3                                | 2                                | 3                                | 3                                | 10                               | 8                                | 6                                | 4                                | 4                                | 3                                | 5                                | 5                                | 10                               | 8                                | 4                                | 7                                | 8                                | 6                                | 7                                | 6                                | 289                              |
| 5                                | Suzuki                           | 7                                | 7                                | 6                                | 8                                | 7                                | C                                | 5                                | 7                                | 6                                | 5                                | 2                                | 1                                | 4                                | 5                                | 12                               | 10                               | Ret                              | 12                               | 4                                | 4                                | 6                                | 6                                | 4                                | 4                                | 8                                | 9                                | 256                              |
| 6                                | Yamaha                           | 14                               | 14                               | Ret                              | DNS                              | Ret                              | C                                | 10                               | 25                               | 12                               | 10                               | 16                               | 17                               | Ret                              | 18                               | 15                               | 12                               |                                  |                                  | 20                               | Ret                              | 13                               | 21                               | 14                               | Ret                              | 15                               | 11                               | 36                               |
| 7                                | Benelli                          |                                  |                                  |                                  |                                  |                                  |                                  |                                  |                                  |                                  |                                  |                                  |                                  |                                  |                                  | Ret                              | Ret                              | 18                               | 15                               | 13                               | 16                               | 16                               | 17                               | 17                               | 19                               | Ret                              | 13                               | 7                                |
| Pos.                             | Constructor                      | ESP                              | ESP                              | RSA                              | RSA                              | AUS                              | AUS                              | JPN                              | JPN                              | ITA                              | ITA                              | GBR                              | GBR                              | GER                              | GER                              | SMR                              | SMR                              | USA                              | USA                              | EUR                              | EUR                              | GER                              | GER                              | NED                              | NED                              | ITA                              | ITA                              | Pts                              |